# Sitio de Puerto Argentino
El Sitio de Puerto Argentino fue un período de la Guerra de las Malvinas previo a la batalla final. Duró desde el 1 de mayo hasta el 11 de junio de 1982.

## Estrategia británica
La estrategia diseñada por el Reino Unido para tomar las Islas Malvinas fue doble. Por un lado, preveía utilizar su poder aéreo y naval para causar el mayor desgaste posible contra el enemigo; y utilizar el bloqueo naval con el objetivo de «asfixiar» a los argentinos. Por el otro lado, llevar el ataque final al objetivo político, Puerto Argentino, en una sucesión de fases de operaciones terrestres. Esta estrategia se puso en ejecución a partir del 1 de mayo con los primeros ataques.

## Fuerzas en combate
Para el 1 de mayo de 1982, el Ejército Argentino tenía 10 001 efectivos desplegados en todo el archipiélago. Del total, 7135 se encontraban en la zona de Stanley, 981 en Darwin, 930 en Bahía Fox y 955 en Puerto Howard.

## Bloqueo
El 12 de abril de 1982 se volvió efectivo el bloqueo naval británico con la llegada del submarino nuclear HMS Spartan a proximidades de Puerto Argentino. Con su arribo, se volvió efectiva la Zona de Exclusión Marítima (ZEM) impuesta por Reino Unido, que consistía en una circunferencia de 200 millas náuticas de radio con centro en un punto localizado aproximadamente en el medio de las Islas Malvinas.
Los portaviones HMS Hermes y HMS Invincible cruzaron el paralelo de Buenos Aires (35° S) el domingo 25 de abril.
Ese mismo día, un grupo de tareas británico capturó las Islas Georgias del Sur poniendo fuera de combate al submarino ARA Santa Fe en la «Operación Paraquet».

## La flota llega a Malvinas
El 1 de mayo por la mañana se produjo el ataque de un bombardero Vulcan B.2 del 101 Squadron de la RAF, que atacó la pista del aeropuerto de Stanley con una ristra de 21 bombas de 1000 lb. Por entonces, el COATLANSUR creía equivocadamente que se avecinaba un desembarco británico a gran escala, hecho que nunca se materializó. Luego del primer bombardeo, la aviación inglesa llevó a cabo sendos ataques aéreos contra las bases aéreas de Stanley y Goose Green.

## Caída de Pradera del Ganso
El 28 de mayo de 1982, la Fuerza de Tareas «Mercedes» del Ejército Argentino cayó en la batalla de Pradera del Ganso. Con el control del istmo de Darwin, las Fuerzas Armadas británicas comenzaron su ofensiva terrestre en dirección al monte Kent y Fitz Roy simultáneamente. Obtuvieron una gran ventaja con la instalación de una base en San Carlos para los aviones de ataque a tierra Harrier GR.3.
La fuerza terrestre inició un avance que sería de 80 kilómetros, desde San Carlos hasta las inmediaciones de Puerto Argentino, sin oposición, sufriendo solo las inclemencias del clima y la aspereza del suelo. La falta de movilidad para satisfacer los requerimientos tácticos y logísticos simultáneamente determinó que la marcha se hiciera a pie. La imprevista alta demanda de helicópteros para el aprovisionamiento logístico y la pérdida de tres helicópteros Chinook en el SS Atlantic Conveyor motivó a los británicos a realizar el avance por medios navales.
Los británicos establecieron el 5 de junio una base aérea en Puerto San Carlos, donde comenzaron a despegar y aterrizar los aviones Harrier que realizaban misiones de patrulla aérea de combate y apoyo. El reabastecimiento en vuelo prolongó la capacidad de sus aviones C-130 Hercules, provenientes de Ascensión, que lanzaban los abastecimientos de la flota. También, aviones Harrier reabastecidos en el aire comenzaron a llegar a los portaviones volando sin escalas desde Ascensión.

## Cambio de la estrategia argentina
Como se mencionó, los ingleses se impusieron en la batalla de Pradera del Ganso. Por esta circunstancia, el comandante de la Agrupación de Ejército «Puerto Argentino» Oscar Jofre comenzó a reforzar el lado oeste del perímetro defensivo de Puerto Argentino. Puso al 4.º regimiento de infantería en los montes Dos Hermanas y Harriet, la Compañía B del 7.º regimiento en el monte Longdon, la Compañía B del 6.º regimiento entre Dos Hermanas y Longdon. También dispuso la construcción de campos minados al oeste de Dos Hermanas y Harriet.
La reserva argentina estaba formada por 150 efectivos a pie del Escuadrón de Exploración de Caballería Blindado 10 y doce vehículos Panhard AML-90.
Entretanto, la artillería argentina bombardeaba los montes Kent y Wall y el llano entre ambos para acabar con la avanzada enemiga. El ejército británico estableció, a partir del 6 de junio, una área logística para cada una de las dos brigadas, una en Teal Inlet para la 3 Commando Brigade y otra para la 5.ª Brigada de Infantería.

## Asedio contra las tropas argentinas
A partir del 3 de junio, los defensores de Puerto Argentino comenzarían a interceptar las incursiones de las tropas británicas, lo que permitiría mejorar la defensa argentina.
El 7 de junio, aumentó la intensidad y cantidad de efectivos de las patrullas de reconocimiento británicas.

## Ataques contra el radar argentino

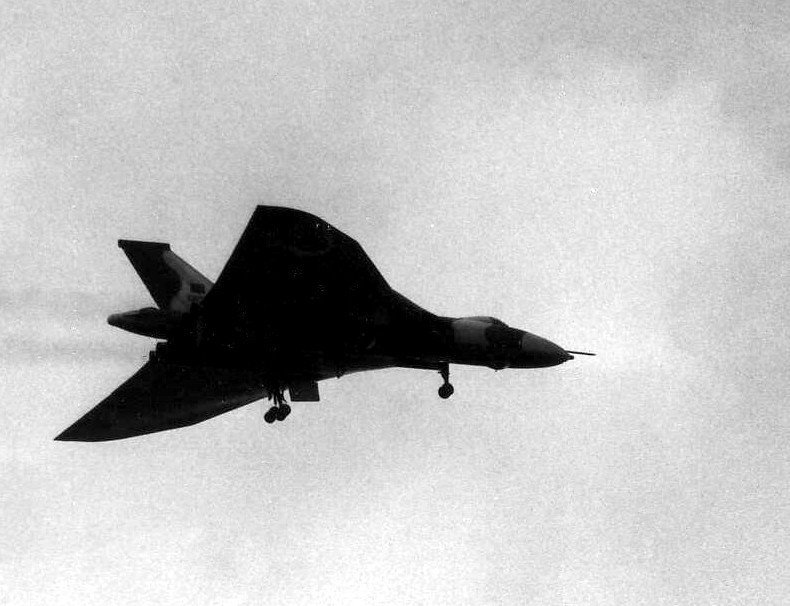
Los bombarderos británicos Vulcan atacaban desde el aeródromo de la isla Ascensión.

El 31 de mayo de 1982, a las 05:45 horas, un bombardero Vulcan B.2 lanzó dos misiles AGM-45 Shrike contra el radar AN/TPS-43 argentino que estaba en el aeropuerto de Stanley. Al detectar el ataque, los técnicos argentinos apagaron el radar evitando que los proyectiles destruyeran la instalación. El 3 de junio, el mismo bombardeo intentó infructuosamente destruir el radar. Nuevamente, los argentinos lo apagaron cuando el avión estuvo a la distancia de tiro del misil AGM-45. No obstante, el misil impactó contra un director de tiro Skyguard, matando cuatro argentinos.
La Fuerza Aérea Sur (FAS) mantuvo los llamados bombardeos contra el monte Kent para minar el avance británico. Lo hizo con bombarderos medianos Canberra B.MK.62 y aviones IAI Dagger A.
El 8 de junio, un avión Harrier GR.3 de la RAF hizo un aterrizaje forzoso en Puerto San Carlos con fallas del motor sufriendo averías insalvables.

## Desembarco de Fitz Roy
Los comandantes británicos se plantearon un desembarco en Fitz Roy, para apoyar el avance de la 3 Commando Brigade por el monte Kent. El 1 de junio el 2.º Batallón Paracaidista ocupó el asentamiento sin inconvenientes. La nueva posición carecía de apoyos cercanos y estaba sumamente expuesta a la artillería y aviación argentina. Al arribar la 5.ª Brigada de Infantería al teatro de operaciones, los británicos dispusieron que esta unidad reforzara Fitz Roy desplazándose en buques logísticos desde San Carlos; la utilización de helicópteros fue desechada por la alta demanda de la 3.ª Brigada.

### Ataque aéreo de bahía Agradable
La Fuerza Aérea Sur mantenía su política de atacar buques logísticos o de transporte de tropas. Al saber de la presencia de buques logísticos en la bahía Agradable, destruyó los buques RFA Sir Galahad y RFA Sir Tristram, matando más de 50 británicos.
El comandante argentino Oscar Jofre descartó realizar un ataque contra los británicos atacados por la aviación argentina en Fitz Roy por la falta de medios de transporte de las piezas y munición de artillería y la interposición de los dispositivos británicos en los montes Kent y Challenger.

## Preparativos del ataque final
El 9 de junio, la artillería y aviación británicas intensificaron su accionar bombardeando los regimientos argentinos ubicados en los montes Longdon, Dos Hermanas, Harriet y Tumbledown. Los aviones de ataque a tierra británicos Harrier GR.3 disponían de bombas de racimo.
El ejército británico realizó constantes infiltraciones reales o simuladas por el norte, sur y oeste mediante desembarcos con barcos o helicópteros. También llevó a cabo relevamientos aerofotográficos e interferencias graves en las comunicaciones argentinas, así como los radares. Al cabo de todas estas acciones, los británicos superaron la crisis de la bahía Agradable y se prepararon para el asalto final.
El 11 de junio al anochecer el ejército británico atacó la primera franja de montes de defensa iniciando la batalla por Puerto Argentino.

#### Libros
- «Conflicto Malvinas». Informe Oficial del Ejército Argentino. Tomo I: Desarrollo de los acontecimientos (Buenos Aires: Instituto Geográfico Militar). 1983. OCLC 252868910.
- Historia de la Fuerza Aérea Argentina Tomo VI Volumen I «La Fuerza Aérea en Malvinas». Dirección de Estudios Históricos. 1998. ISBN 987-96654-4-9.
- Historia de la Fuerza Aérea Argentina Tomo VI Volumen II «La Fuerza Aérea en Malvinas». Dirección de Estudios Históricos. 1998. ISBN 987-96654-3-0.
- Clariá, Horacio Javier; Cettolo, Vladimiro; Mosquera, Javier Alejandro; Gebel, Guillermo Pablo; Posadas, Guillermo Sabino; Marino, Atilio Enzo (2004). Dagger & Finger en Argentina 1978-2004. Buenos Aires: Avialatina. ISBN 978-978-43-8536-7.
- Díaz Cabo, David (2015). Cañones y misiles en la Guerra de Las Malvinas (1.ª edición). ISBN 978-987-86-2151-7.
- Landaburu, Carlos Augusto (1989). La guerra de las Malvinas. Buenos Aires: Círculo Militar. ISBN 978-950-9822-15-3.
- Ruiz Moreno (h), Isidoro (2016) [1986]. Comandos en acción (2.ª edición). Buenos Aires: Claridad. ISBN 978-950-620-312-2.
- Smith, Gordon (1989). Battle atlas of the Falklands War, by land, sea and air (en inglés). Naval-History.Net. ISBN 9781847539502.
- Van der Bijl, Nick (2014). Nine Battles to Stanley. Pen & Sword Military. ISBN 978-1-78159-377-6.

#### Publicaciones
- «Fascículo 3». Malvinas, la guerra aérea (Buenos Aires: Ediciones Open Argentina). 1987.
- «Fascículo 4». Malvinas, la guerra aérea (Buenos Aires: Ediciones Open Argentina). 1987.
- Amendolara, Alejandro J. (2007). «¡Hundan al portaaviones!». Boletín del Centro Naval. CXXV (125) (817). ISSN 0009-0123.
- Train, Harry (2012) [1987]. «Malvinas: Un caso de estudio» (PDF). Boletín del Centro Naval CXXX (834). ISSN 0009-0123.

- Datos: Q96758041